# Bay Pines
Bay Pines è un census-designated place (CDP) degli Stati Uniti d'America, in particolare nella Contea di Pinellas.